# اوربایس
اوربایس (به فرانسوی: Urbeis) یک کمون در فرانسه است که در Canton of Villé واقع شده‌است.

## خصوصیات
اوربایس ۱۱٫۶ کیلومترمربع مساحت و ۳۰۶ نفر جمعیت دارد.